# Motomondiale 1995
La stagione 1995 è stata la quarantasettesima del motomondiale; venne disputata su un totale di 13 gran premi, uno in meno rispetto all'anno precedente. Le modifiche riguardarono il ritorno del Gran Premio motociclistico del Brasile che andava a rimpiazzare il Gran Premio motociclistico d'Austria e la non effettuazione del Gran Premio motociclistico degli USA, inizialmente previsto ma annullato per ragioni finanziarie ancor prima del via della stagione agonistica.

## Il contesto
Anche per questa stagione rimasero pressoché invariati i regolamenti tecnici e non vi furono modifiche nei metodi di conteggio dei vari punteggi. Il programma dei GP europei includeva, oltre alle gare iridate, anche una gara valida per il campionato europeo della 125 e una gara del Thunderbike Trophy, categoria antesignana del campionato mondiale Supersport riservata a motociclette da 600 cm³ con motori a quattro tempi con quattro cilindri (il campionato fu vinto dal tedesco Udo Mark su Kawasaki).
Lo svolgimento della stagione prevedeva come gli anni precedenti lo svolgimento delle prime tre prove in Australia, Malaysia e Giappone per poi trasferirsi nella parte centrale interamente in Europa con 7 gran premi tra maggio e agosto.
La fine della stagione vide invece il ritorno dopo 8 anni dell'accoppiata di gran premi disputati in Sudamerica a distanza di una settimana dall'altro, dapprima la prova in Brasile seguita da quella in Argentina; cominciò anche a diventare un'abitudine il ritorno in Spagna per la prova conclusiva del campionato stesso.
Secondo titolo consecutivo per Michael Doohan e la Honda nella classe 500; sette le vittorie del centauro australiano, che staccò il connazionale Daryl Beattie e Luca Cadalora.
Sempre in classe 500, alla vigilia del GP d'Italia, annunciò il suo ritiro dalle competizioni Kevin Schwantz (campione mondiale della stagione 1993). Il pilota statunitense, dopo aver corso le prime tre gare di questa stagione, decise di chiudere con le competizioni motociclistiche a causa dello stress e di alcune problematiche fisiche da cui non è riuscito a recuperare. Nella stessa conferenza stampa, Carmelo Ezpeleta della Dorna decise di ritirare il numero 34 (storico numero di Schwantz) che pertanto non potrà più essere utilizzato da nessun pilota della classe regina.
Secondo titolo anche per Max Biaggi con l'Aprilia RSV 250. Nella classe 125, vittoria per Haruchika Aoki sul campione uscente Kazuto Sakata. Tra i sidecar, che dopo due stagioni di "purgatorio" ritornavano a pieno titolo nel motomondiale per quanto presenti in sole 7 tappe europee, il titolo andò all'equipaggio britannico Dixon-Hetherington su un Windle a motore ADM: era dal 1982 che il titolo dei tre ruote non sfuggiva alla svizzera LCR.

## Il calendario
| Data Resoconto         | Gran Premio (Circuito)               | Vincitori       | Vincitori       | Vincitori      | Vincitori                      | Vincitori          | Vincitori | Vincitori |
| Data Resoconto         | Gran Premio (Circuito)               | classe 125      | classe 250      | classe 500     | sidecar                        | Thunderbike Trophy |           |           |
| 26 marzo Resoconto     | GP d'Australia (Eastern Creek)       | Haruchika Aoki  | Ralf Waldmann   | Michael Doohan |                                |                    |           |           |
| 2 aprile Resoconto     | GP della Malesia (Shah Alam)         | Garry McCoy     | Max Biaggi      | Michael Doohan |                                |                    |           |           |
| 23 aprile Resoconto    | GP del Giappone (Suzuka)             | Haruchika Aoki  | Ralf Waldmann   | Daryl Beattie  |                                |                    |           |           |
| 7 maggio Resoconto     | GP di Spagna (Jerez)                 | Haruchika Aoki  | Tetsuya Harada  | Alberto Puig   |                                | Yves Briguet       |           |           |
| 21 maggio Resoconto    | GP di Germania (Nürburgring)         | Haruchika Aoki  | Max Biaggi      | Daryl Beattie  | Darren Dixon Andy Hetherington | Yves Briguet       |           |           |
| 11 giugno Resoconto    | GP d'Italia (Mugello)                | Haruchika Aoki  | Max Biaggi      | Michael Doohan | Paul Güdel Charly Güdel        | Udo Mark           |           |           |
| 24 giugno Resoconto    | GP d'Olanda (Assen)                  | Dirk Raudies    | Max Biaggi      | Michael Doohan | Darren Dixon Andy Hetherington | Udo Mark           |           |           |
| 9 luglio Resoconto     | GP di Francia (Le Mans)              | Haruchika Aoki  | Ralf Waldmann   | Michael Doohan | Rolf Biland Kurt Waltisperg    | Yves Briguet       |           |           |
| 23 luglio Resoconto    | GP di Gran Bretagna (Donington Park) | Kazuto Sakata   | Max Biaggi      | Michael Doohan | Rolf Biland Kurt Waltisperg    | Jeffry de Vries    |           |           |
| 20 agosto Resoconto    | GP della Repubblica Ceca (Brno)      | Kazuto Sakata   | Max Biaggi      | Luca Cadalora  | Rolf Biland Kurt Waltisperg    | Udo Mark           |           |           |
| 17 settembre Resoconto | GP del Brasile (Jacarepaguá)         | Masaki Tokudome | Doriano Romboni | Luca Cadalora  |                                |                    |           |           |
| 24 settembre Resoconto | GP d'Argentina (Buenos Aires)        | Emilio Alzamora | Max Biaggi      | Michael Doohan |                                |                    |           |           |
| 8 ottobre Resoconto    | GP d'Europa (Catalunya)              | Haruchika Aoki  | Max Biaggi      | Àlex Crivillé  | Rolf Biland Kurt Waltisperg    | Eustaquio Gavira   |           |           |

## Sistema di punteggio e legenda
| Pos.  | 1  | 2  | 3  | 4  | 5  | 6  | 7 | 8 | 9 | 10 | 11 | 12 | 13 | 14 | 15 | 16 > |
| ----- | -- | -- | -- | -- | -- | -- | - | - | - | -- | -- | -- | -- | -- | -- | ---- |
| Punti | 25 | 20 | 16 | 13 | 11 | 10 | 9 | 8 | 7 | 6  | 5  | 4  | 3  | 2  | 1  | 0    |

## Le classi

### Classe 500

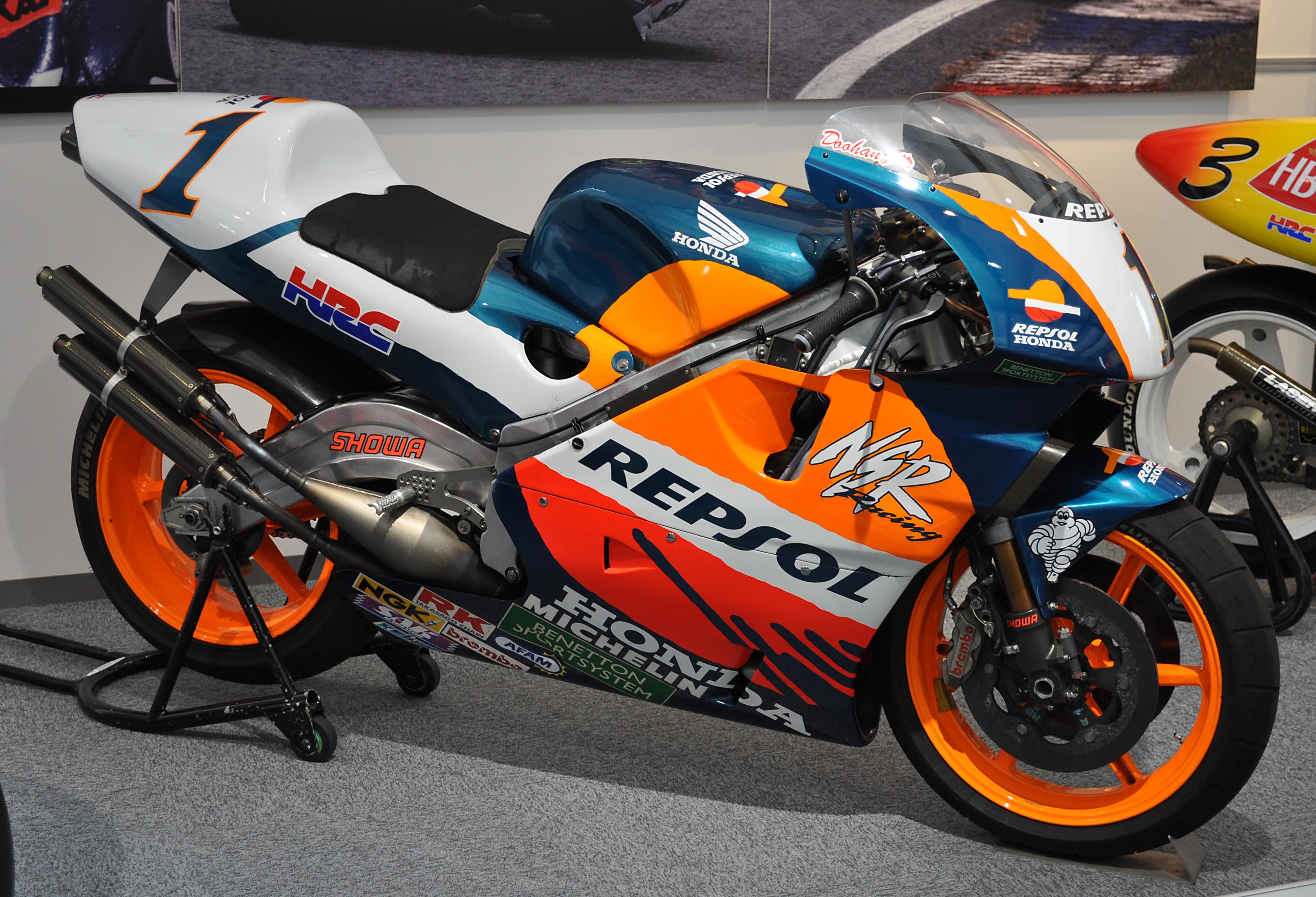
La Honda NSR 500 del team Repsol Honda, vincitrice del titolo mondiale con Doohan.

La stagione venne dominata da Michael Doohan che si aggiudicò il titolo piloti a bordo della sua Honda NSR, ottenendo anche 7 vittorie nelle singole prove oltre a 9 pole position. Alle sue spalle si piazzò il connazionale Daryl Beattie su Suzuki RGV e al terzo posto Luca Cadalora su Yamaha YZR; sia il secondo che il terzo classificato ottennero due vittorie a testa.
Il titolo dei costruttori andò alla Honda che aggiunse alle vittorie di Doohan anche quella del compagno di squadra in HRC Àlex Crivillé e una di Alberto Puig. Sulle carenature della moto vincitrice iniziò anche ad apparire il marchio dello sponsor petrolifero spagnolo che l'avrebbe accompagnata per molti anni di seguito.
Dopo aver corso le prime tre gare in calendario, annuncia il suo ritiro dall'agonismo Kevin Schwantz, che viene sostituito dal team Lucky Strike Suzuki con il connazionale Scott Russell.
Tra le curiosità dell'anno vi fu il fatto che, in occasione del Gran Premio motociclistico del Giappone, tre fratelli riuscissero nuovamente ad ottenere buoni piazzamenti; dopo essere stati già un caso due anni prima, quest'anno riuscirono addirittura ad ottenere piazzamenti sul podio, ciascuno in una classe diversa: in classe 500 toccò a Takuma Aoki giunto al terzo posto nell'unica apparizione dell'anno, ottenuta grazie ad una wild card.
Per quanto si fosse ritirata dalle competizioni del mondiale, in classifica costruttori apparve anche quest'anno la Cagiva; questo avvenne grazie alla presenza al Gran Premio motociclistico d'Italia, con una wild card, di Pierfrancesco Chili che portò la C594 al decimo posto.
Rispetto all'anno precedente migliorarono i risultati nella classe regina dell'Aprilia RSW-2 500 di Loris Reggiani che giunse al decimo posto.

#### Classifica piloti (prime 5 posizioni)
| Pos. | Pilota         | Moto   |    |     |     |     |     |    |    |     |   |   |    |   |     | P.ti |
| ---- | -------------- | ------ | -- | --- | --- | --- | --- | -- | -- | --- | - | - | -- | - | --- | ---- |
| 1    | Michael Doohan | Honda  | 1  | 1   | 2   | Rit | Rit | 1  | 1  | 1   | 1 | 2 | 2  | 1 | 4   | 248  |
| 2    | Daryl Beattie  | Suzuki | 2  | 2   | 1   | 7   | 1   | 2  | NP | 3   | 2 | 3 | 4  | 2 | 5   | 215  |
| 3    | Luca Cadalora  | Yamaha | 4  | Rit | 4   | 2   | 2   | 12 | 7  | 2   | 5 | 1 | 1  | 3 | Rit | 176  |
| 4    | Álex Crivillé  | Honda  | 3  | 3   | Rit | 3   | 4   | 5  | 2  | Rit | 3 | 6 | 6  | 4 | 1   | 166  |
| 5    | Shin'ichi Itō  | Honda  | 10 | 7   | Rit | 8   | 3   | 4  | 8  | 4   | 6 | 5 | 10 | 9 | 2   | 127  |
| Pos. | Pilota         | Moto   |    |     |     |     |     |    |    |     |   |   |    |   |     | P.ti |

| Legenda                                                                        | 1º posto        | 2º posto        | 3º posto | A punti      | Senza punti        | Grassetto=Pole position Corsivo=Giro più veloce |
| Legenda                                                                        | Gara non valida | Non qualificato | Ritirato | Squalificato | "-" Dato non disp. | Grassetto=Pole position Corsivo=Giro più veloce |
| Fonte dei dati: motogp.com, racingmemo.free.fr, autosport.com, jumpingjack.nl. |                 |                 |          |              |                    |                                                 |

#### Classifica costruttori (prime tre posizioni)
| Pos | Costruttore |   |    |   |   |   |   |    |   |   |   |   |   |   | P.ti |
| --- | ----------- | - | -- | - | - | - | - | -- | - | - | - | - | - | - | ---- |
| 1   | Honda       | 1 | 1  | 2 | 1 | 3 | 1 | 1  | 1 | 1 | 2 | 2 | 1 | 1 | 301  |
| 2   | Suzuki      | 2 | 2  | 1 | 7 | 1 | 2 | 12 | 3 | 2 | 3 | 4 | 2 | 5 | 219  |
| 3   | Yamaha      | 4 | 14 | 4 | 2 | 2 | 6 | 6  | 2 | 5 | 1 | 1 | 3 | 9 | 192  |
| Pos | Costruttore |   |    |   |   |   |   |    |   |   |   |   |   |   | P.ti |

### Classe 250

L'iridato in carica Max Biaggi si riconferma in sella all'Aprilia RSV 250.

La stagione venne vinta da Max Biaggi in sella all'Aprilia che si aggiudicò il titolo con due gare di anticipo vincendo anche 8 delle 13 prove in programma, lasciando piuttosto distaccato il pilota della Yamaha Tetsuya Harada (vincitore di un gran premio) e quello della Honda Ralf Waldmann (con 3 vittorie).
Per quanto riguarda i costruttori furono invertite le posizioni seconda e terza con Honda che riuscì a precedere Yamaha, comunque entrambe alle spalle di Aprilia.
Nel caso della 250, dei tre fratelli sul podio, fu Nobuatsu Aoki che giunse al secondo posto; proprio la prova svoltasi in Giappone fu anche avversata dal maltempo e venne fermata prima del regolare termine. Venne però assegnato l'intero punteggio essendo stato percorso un numero sufficiente di giri.

#### Classifica piloti (prime 5 posizioni)
| Pos. | Pilota               | Moto    |     |   |     |   |     |   |    |   |   |   |   |   |    | P.ti |
| ---- | -------------------- | ------- | --- | - | --- | - | --- | - | -- | - | - | - | - | - | -- | ---- |
| 1    | Max Biaggi           | Aprilia | 3   | 1 | 9   | 2 | 1   | 1 | 1  | 2 | 1 | 1 | 2 | 1 | 1  | 283  |
| 2    | Tetsuya Harada       | Yamaha  | 2   | 2 | 4   | 1 | 2   | 2 | NP | 5 | 2 | 2 | 5 | 2 | 2  | 220  |
| 3    | Ralf Waldmann        | Honda   | 1   | 4 | 1   | 5 | Rit | 4 | 2  | 1 | 3 | 3 | 4 | 6 | 3  | 203  |
| 4    | Tadayuki Okada       | Honda   | Rit | 3 | Rit | 6 | 3   | 5 | 3  | 3 | 8 | 7 | 3 | 7 | 7  | 136  |
| 5    | Jean-Philippe Ruggia | Honda   | Rit | 5 | 5   | 7 | 5   | 9 | 4  | 8 | 5 | 6 | 6 | 5 | 13 | 115  |
| Pos. | Pilota               | Moto    |     |   |     |   |     |   |    |   |   |   |   |   |    | P.ti |

| Legenda                                                                        | 1º posto        | 2º posto        | 3º posto | A punti      | Senza punti        | Grassetto=Pole position Corsivo=Giro più veloce |
| Legenda                                                                        | Gara non valida | Non qualificato | Ritirato | Squalificato | "-" Dato non disp. | Grassetto=Pole position Corsivo=Giro più veloce |
| Fonte dei dati: motogp.com, racingmemo.free.fr, autosport.com, jumpingjack.nl. |                 |                 |          |              |                    |                                                 |

#### Classifica costruttori
| Pos | Costruttore |   |   |   |   |   |   |   |   |   |   |   |   |   | P.ti |
| --- | ----------- | - | - | - | - | - | - | - | - | - | - | - | - | - | ---- |
| 1   | Aprilia     | 3 | 1 | 6 | 2 | 1 | 1 | 1 | 2 | 1 | 1 | 2 | 1 | 1 | 286  |
| 2   | Honda       | 1 | 3 | 1 | 3 | 3 | 4 | 2 | 1 | 3 | 3 | 1 | 3 | 3 | 245  |
| 3   | Yamaha      | 2 | 2 | 4 | 1 | 2 | 2 | 5 | 5 | 2 | 2 | 5 | 2 | 2 | 231  |
| Pos | Costruttore |   |   |   |   |   |   |   |   |   |   |   |   |   | P.ti |

### Classe 125

Haruchika Aoki su Honda del team Blumex Rheos Racing, vincitore del titolo mondiale.

Diversamente che nelle categorie precedenti, il detentore del titolo dell'anno precedente non riuscì a difendere il primato: Kazuto Sakata arrivò in questa occasione al secondo posto e la stagione dell'ottavo di litro fu all'insegna del connazionale Haruchika Aoki (il terzo dei fratelli) che si aggiudicò il titolo, oltre a sette prove iridate. Il titolo costruttori andò alla Honda che equipaggiava il vincitore e che precedette l'Aprilia.
In occasione del GP della Malesia la gara fu ostacolata dal maltempo e venne interrotta prima del termine; di conseguenza il punteggio assegnato per questa prova fu dimezzato.

#### Classifica piloti (prime 5 posizioni)
| Pos. | Pilota          | Moto    |     |    |     |   |     |     |     |    |     |     |     |     |   | P.ti  |
| ---- | --------------- | ------- | --- | -- | --- | - | --- | --- | --- | -- | --- | --- | --- | --- | - | ----- |
| 1    | Haruchika Aoki  | Honda   | 1   | 18 | 1   | 1 | 1   | 1   | 5   | 1  | Rit | 2   | 3   | 14  | 1 | 224   |
| 2    | Kazuto Sakata   | Aprilia | 2   | 10 | 3   | 6 | Rit | 5   | 4   | 12 | 1   | 1   | Rit | Rit | 4 | 140   |
| 3    | Emilio Alzamora | Honda   | 4   | 23 | 7   | 7 | 3   | Rit | Rit | 7  | 3   | 10  | 10  | 1   | 2 | 129   |
| 4    | Akira Saitō     | Honda   | 11  | 3  | 2   | 8 | Rit | 7   | 3   | 4  | Rit | 3   | 6   | 4   | 7 | 127   |
| 5    | Dirk Raudies    | Honda   | Rit | 7  | Rit | 3 | 5   | Rit | 1   | 2  | 4   | Rit | 8   | 3   | 5 | 124,5 |
| Pos. | Pilota          | Moto    |     |    |     |   |     |     |     |    |     |     |     |     |   | P.ti  |

| Legenda                                                                        | 1º posto        | 2º posto        | 3º posto | A punti      | Senza punti        | Grassetto=Pole position Corsivo=Giro più veloce |
| Legenda                                                                        | Gara non valida | Non qualificato | Ritirato | Squalificato | "-" Dato non disp. | Grassetto=Pole position Corsivo=Giro più veloce |
| Fonte dei dati: motogp.com, racingmemo.free.fr, autosport.com, jumpingjack.nl. |                 |                 |          |              |                    |                                                 |

#### Classifica costruttori
| Pos | Costruttore |    |   |   |    |    |   |    |   |   |    |   |   |   | P.ti  |
| --- | ----------- | -- | - | - | -- | -- | - | -- | - | - | -- | - | - | - | ----- |
| 1   | Honda       | 1  | 1 | 1 | 1  | 1  | 1 | 1  | 1 | 3 | 2  | 3 | 1 | 1 | 289,5 |
| 2   | Aprilia     | 2  | 2 | 3 | 2  | 4  | 2 | 2  | 3 | 1 | 1  | 1 | 2 | 4 | 243   |
| 3   | Yamaha      | 10 | 9 | 5 | 13 | 11 | 8 | 12 | 9 | 8 | 18 | 7 | 8 | 6 | 82,5  |
| Pos | Costruttore |    |   |   |    |    |   |    |   |   |    |   |   |   | P.ti  |

### Classe sidecar
Classifica equipaggi (prime 5 posizioni)
| Pos. | Pilota                         | Moto       |    |    |    |    |   |    |   |   |   |   |    |    |   | P.ti |
| ---- | ------------------------------ | ---------- | -- | -- | -- | -- | - | -- | - | - | - | - | -- | -- | - | ---- |
| 1    | Darren Dixon/Andy Hetherington | Windle-ADM | NE | NE | NE | NE | 1 | 2  | 1 | 2 | 6 | 5 | NE | NE | 2 | 131  |
| 2    | Rolf Biland/Kurt Waltisperg    | LCR-BRM    | NE | NE | NE | NE | - | -  | - | 1 | 1 | 1 | NE | NE | 1 | 100  |
| 3    | Markus Bösiger/Jürg Egli       | LCR-ADM    | NE | NE | NE | NE | 3 | 12 | 5 | 4 | 2 | 3 | NE | NE | 3 | 96   |
| 4    | Steve Abbott/Julian Tailford   | Windle-ADM | NE | NE | NE | NE | 2 | 5  | 2 | 6 | 5 | 2 | NE | NE | - | 92   |
| 5    | Barry Brindley/Scott Whiteside | LCR-Yamaha | NE | NE | NE | NE | 4 | 6  | 6 | 8 | 7 | 6 | NE | NE | 8 | 68   |
| Pos. | Pilota                         | Moto       |    |    |    |    |   |    |   |   |   |   |    |    |   | P.ti |

| Legenda                                                                        | 1º posto        | 2º posto        | 3º posto | A punti      | Senza punti        | Grassetto=Pole position Corsivo=Giro più veloce |
| Legenda                                                                        | Gara non valida | Non qualificato | Ritirato | Squalificato | "-" Dato non disp. | Grassetto=Pole position Corsivo=Giro più veloce |
| Fonte dei dati: motogp.com, racingmemo.free.fr, autosport.com, jumpingjack.nl. |                 |                 |          |              |                    |                                                 |

### Thunderbike Trophy
Fonte: THUNDERBIKES TROPHY - 1995, su racingmemo.free.fr. URL consultato il 28 ottobre 2019.
La prima stagione del Thunderbike Trophy viene vinta da Udo Mark su Kawasaki, ottenendo 3 vittorie in 8 gare. Secondo in classifica con 112 punti lo svizzero Yves Briguet, che ottiene anche lui 3 vittorie, e terzo con 93 punti il belga Stéphane Mertens, mentre gli altri piloti ad aver ottenuto una vittoria sono lo spagnolo Eustaquio Gavira e l'olandese Jeffry de Vries.
Classifica piloti (prime 5 posizioni)
| Pos. | Pilota           | Moto     |    |   |     |    |    |     |     |   | P.ti |
| ---- | ---------------- | -------- | -- | - | --- | -- | -- | --- | --- | - | ---- |
| 1    | Udo Mark         | Kawasaki | 5  | 4 | 1   | 1  | 3  | 3   | 1   | 7 | 140  |
| 2    | Yves Briguet     | Honda    | 1  | 1 | 9   | 3  | 1  | 13  | Rit | 5 | 112  |
| 3    | Stéphane Mertens | Honda    | 3  | 2 | Rit | 4  | 2  | Rit | 3   | 8 | 93   |
| 4    | Fred Bayens      | Honda    | 15 | 6 | 2   | 5  | 5  | 2   | Rit | 6 | 83   |
| 5    | Idalio Gavira    | Honda    | 11 | 7 | 3   | 12 | 11 | 7   | 4   | 2 | 81   |
| Pos. | Pilota           | Moto     |    |   |     |    |    |     |     |   | P.ti |

| Legenda | 1º posto        | 2º posto            | 3º posto           | A punti      | Senza punti        | Grassetto – Pole position Corsivo – Giro più veloce |
| Legenda | Gara non valida | Non qual./Non part. | Ritirato/Non class | Squalificato | '-' Dato non disp. | Grassetto – Pole position Corsivo – Giro più veloce |